# Blue Collar Caucus
Le Blue Collar Caucus est un caucus travailliste du Parti démocrate  qui défend les priorités des travailleurs et de la classe ouvrière. Il a été fondé en 2016 pour concentrer le Parti démocrate sur les problèmes du mouvement ouvrier. Le caucus soutient l'augmentation des dépenses d'infrastructure et s'oppose aux délocalisations.

## Représentation parlementaire

### Chambre des représentants
| Date d’élection | Nombre total de sièges | Sièges démocrates | ±  |
| --------------- | ---------------------- | ----------------- | -- |
| 2018            | 49 / 435               | 49 / 233          | -1 |
| 2020            | 47 / 435               | 47 / 222          | -2 |

## Membres

### Membres actuels
Arizona
- Raúl Grijalva (AZ-3, Tucson)
- Ruben Gallego (AZ-7, Phoenix)

Californie
- John Garamendi (California-3)
- Eric Swalwell (California-15)
- Julia Brownley (California-26)
- Lou Correa (California-46)
- Alan Lowenthal (CA-47, Long Beach)

Connecticut
- John Larson (Connecticut-1)
- Joe Courtney (Connecticut-2)

Washington, D.C.
- Eleanor Holmes Norton (District of Columbia)

Floride
- Kathy Castor (Florida-14)

Illinois
- Jan Schakowsky (Illinois-9)
- Cheri Bustos (Illinois-17)

Kentucky
- John Yarmuth (Kentucky-3)

Maine
- Chellie Pingree (Maine-1)

Maryland
- Anthony Brown (Maryland-4)

Massachusetts
- Seth Moulton (Massachusetts-6)
- Stephen Lynch (Massachusetts-8)

Michigan
- Dan Kildee (Michigan-5)
- Debbie Dingell (Michigan-12)

Nevada
- Dina Titus (Nevada-1)

New Hampshire
- Ann McLane Kuster (New Hampshire-2)

New Jersey
- Donald Norcross (New Jersey-1)
- Bill Pascrell Jr (New Jersey-9)
- Donald Payne Jr. (New Jersey-10)
- Bonnie Watson Coleman (New Jersey-12)

New York
- Grace Meng (New York-6)
- Nydia Velazquez (New York-7)
- Paul Tonko (New York-20)
- Brian Higgins (New York-26)

North Carolina
- Alma Adams (North Carolina-12)

Ohio
- Marcy Kaptur (Ohio-9)
- Tim Ryan (Ohio-13)

Pennsylvania
- Brendan Boyle (Pennsylvania-13), co-chairman
- Matt Cartwright (Pennsylvania-17)

Texas
- Vicente Gonzalez (Texas-15)
- Marc Veasey (Texas-33), co-chairman

Washington
- Derek Kilmer (Washington-6)

Wisconsin
- Mark Pocan (Wisconsin-2)[3]

### Anciens membres
- Alcee Hastings (Florida-20) -
- Daniel Lipinski (Illinois-3) –
- Luis Gutiérrez (Illinois-4) –
- Dave Loebsack (Iowa-2) –